# DJプレミア

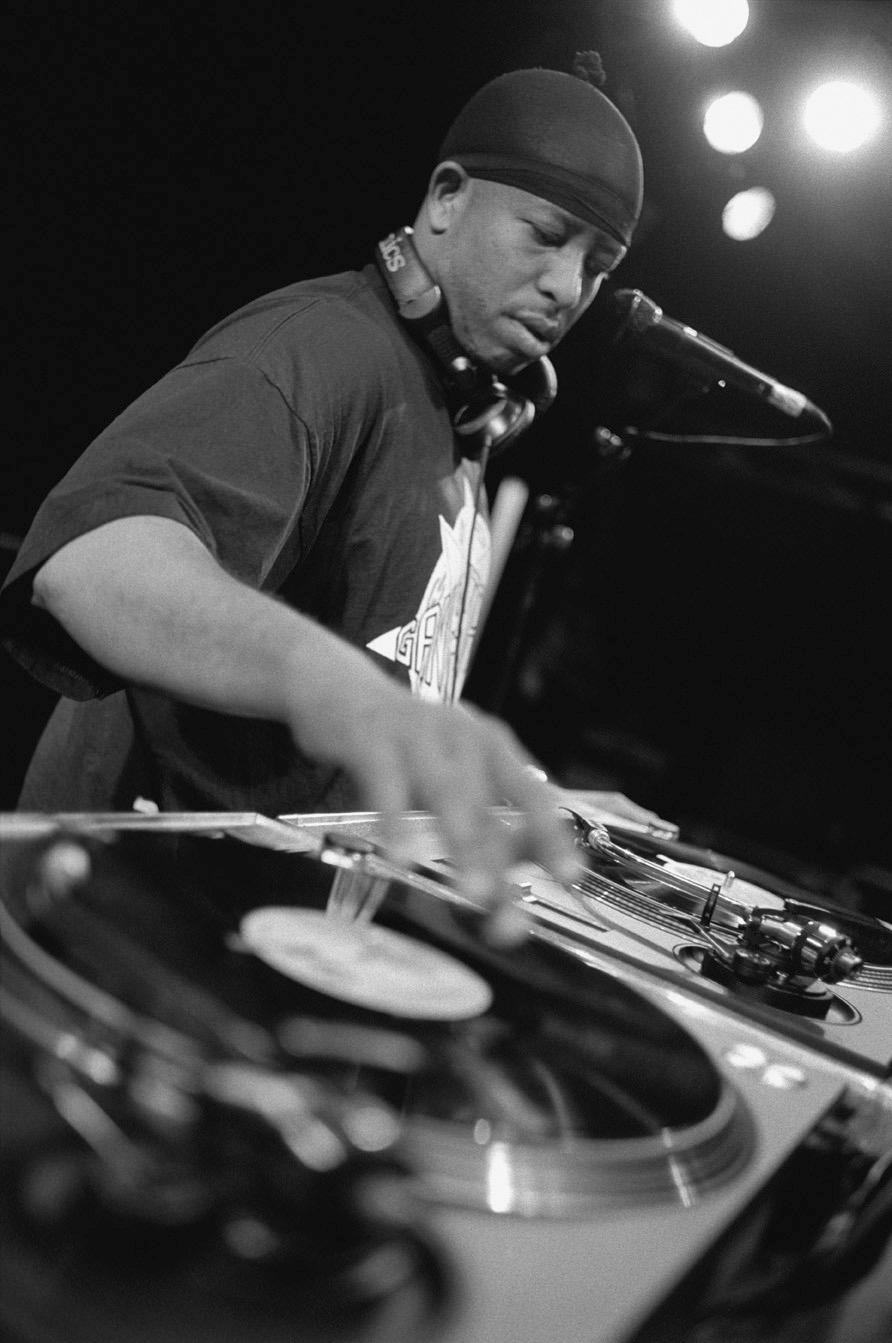
DJプレミア（1999年）

DJプレミア（DJ Premier、本名: Christopher Martin、1966年3月21日 - ）は、アメリカ合衆国テキサス州ヒューストン生まれのDJ、ミュージシャン、音楽プロデューサー。通称プリモ（Preemo、発音はプリーモに近い）。ヒップホップ・デュオ、ギャング・スターの一人。アメリカのヒップホップ界を代表するプロデューサー（トラックメーカー）である。

## 初期の活動
高校を卒業後、テキサス州ヒューストンにあるプレイリービューA&M大学に入学し、コンピューターサイエンスを専攻。
大学寮にいたときクラスメイトが所有していたターンテーブル（TechnicsのSL-1200）を拝借し、DJとしての技術を鍛錬しながら、自身のファーストネームの頭文字にちなみ「Waxmaster C」と名乗る。
その後、「Inner Circle Posse」という音楽グループを組み、有名になるべくレコード会社のWild Pitchへデモテープを送る。そして、このデモテープを偶然聴いたグールー（当時DJマーク・ザ・45キングとギャング・スターを組んでいたMC）が、この無名の男の才能に驚き、電話をかけてニューヨークに呼び寄せ、ギャング・スターの正式なメンバーとして採用することとなる。この時、テキサスからレンタカーのトラックにレコードを詰め込んでグールーのアパートに到着して移住した際、足の踏み場もないくらいレコードを持ち込んだ。その際にWild Pitch社長からの「もうちょっと覚えやすい名前にしたほうがいいのではないか」というアドバイスに基づき、現在のDJプレミアへと名前を変更する。ギャング・スターのデビュー・アルバムは、1989年の『ノー・モア・ミスター・ナイス・ガイ』。
グールーは、この当時の出来事について 「普段ならデモテープなど聴かないし、ましてやテキサスの無名の奴らなんて気にも留めない。だけどあの時は何かが俺を動かしたんだ」と運命の出会いを語っている。

## 1990年代
サンプリングした元ネタをさらに細かく切り刻み再構築する「チョップ（Chop）」という技法を開発し、ギャング・スター、ジェルー・ザ・ダメイジャ、グループホーム（Group Home）、M.O.P.、ジェイ・Z、Big-L、ノトーリアス・B.I.G.、ナズ、バックショット・ルフォンクなど数多くのアーティストたちの楽曲を手がけ、ヒップホップ界に一時代を築いた。

## 2000年代
自身が所属するギャング・スターのみならず、クリスティーナ・アギレラ、アフー・ラ（Afu-Ra）、ロイス・ダ・ファイブ・ナイン（Royce Da 5'9"）、テフロン（Teflon）など、メインストリームやアンダーグラウンドを問わない精力的なプロデュース活動を続ける。また Year Round Records というレーベルも立ち上げ、かねてからの念願だった 「自分のレコードレーベルを持つ」という夢も叶えている。DJプレミアが手がけた楽曲は、リミックスを含めるとおよそ500曲に及ぶ。
ライブでは原曲のまま、生スクラッチを披露する。

## ディスコグラフィ
- DJ Premier Presents Get Used To Us (2010年)
- 『コレクション』 - Kolexxxion (2012年) ※with バンピーナックルズ
- PRhyme (2014年) ※with ロイス・ダ・ファイブ・ナイン
- PRhyme 2 (2018年) ※with ロイス・ダ・ファイブ・ナイン

## 公演

### 日本
- 2007年
  - 「DJ PREMIER JAPAN TOUR '07」
- 2010年
  - 「Manhattan Records 30th Anniversary exclusive event DJ Premier VS Pete Rock　- A Legendary DJ Battle」
    - ピート・ロックとの対決形式のライブ。
- 2015年
  - 「DJプレミア with LIVE BAND plays HIPHOP CLASSICS」
    - 初のバンドセットでのライブ。
- 2016年
  - 「DJプレミア with SPECIAL BAND featuring Brady Watt, Lenny Reece,Torii Wolf, Mark Williams, Jonathan Powell 」
    - 前年に続くバンドセットでのライブ。

  - 「MTV presents SOUL CAMP」
    - 音楽フェスへの出演。